# Александр, Патрис
Патри́с Алекса́ндр (фр. Patrice Alexsandre; настоящее имя — Патрис Ксавье Дюпон, Patrice Xavier Dupont; 4 января 1948, Венсенн, Франция — 1 октября 1998, Париж, Франция) — французский актёр и режиссёр-постановщик.

## Биография
Родился в семье министерского служащего и учительницы. После окончания парижского лицея Жансон-де-Сайи в 1968 поступил в Консерваторию Драматических искусств, где учился в классе Антуана Вите, беря параллельно уроки актёрского мастерства в мастерской Симон. По окончании Консерватории в 1972 был удостоен второй премии в номинациях «классическая комедия», «современная комедия» и «зарубежная драматургия».
В 1968 дебютировал на сцене в двух коротких пьесах Франсуазы Саган «Заноза» и «Конь без сознания». Играл затем во многих пьесах классического и современного репертуара; диапазон его ролей простирается от тирана Нерона («Британик» Расина, 1975) до поэта Жерара де Нерваля («On loge la nuit… café à l’eau» Жана-Мишеля Риба, 1981), и от Дориана Грея («Портрет Дориана Грея» Оскара Уайльда, 1976) до императора Иосифа II («Амадеус» Петера Шеффера, 1991).
Начиная с 1971, снимается в кино, в 1975 дебютировал на телевидении в заглавной роли в телефильме «Сен-Жюст и сила обстоятельств», снятом Пьером Кардиналем по книге историка Альбера Оливье. Его следующей громкой ролью стал Дориан Грей, снятый режиссёром Пьером Бутроном по собственной нашумевшей пьесе (1976). «Портрет Дориана Грея» был представлен вне конкурса на Каннском фестивале (1977).
За время своей карьеры на большом и малом экране работал со многими известными режиссёрами: Романом Поланским («Жилец»), Жанной Моро («Свет»), Ниной Компанез («Дамы побережья», где играют также его друзья Франсис Юстер и Фанни Ардан), Эдуаром Молинаро («Клодина», «Красная вдова»), Робером Энрико (« Ветер с востока»). Снимался также и в популярных в 1980-е годы во Франции телесериалах по романам Жюльетты Бенцони и Александра Дюма: «Кречет», «Графиня де Шарни», «Катрин».
В 1989 попробовал себя в режиссёрском амплуа, поставив спектакль «Ночи — ночь / A la nuit, la nuit» по пьесе Франсуа Бийеду, в котором он играл одну из ролей. Его следующей режиссёрской работой была постановка «Случайный мужчина / L’homme du hasard» по пьесе модного драматурга Ясмины Реза, премьера которой состоялась в 1995 в театре Эберто (фр. Hébertot). Накануне своей гибели Александр работал над другими постановочными проектами.
Патрис Александр скончался 1 октября 1998 вследствие ранений, полученных в дорожно-транспортном происшествии. Он похоронен на кладбище Аспэ в городе Сен-Рафаэль (департамент Вар).

## Сценография

### Актёр
- 1968: Заноза / L'écharde Франсуазы Саган — Люсьен
- 1968: Конь без сознания / Le cheval évanoui Франсуазы Саган — Хэмфри
- 1972: Фантазио / Fantasio Альфреда де Мюссе — Фантазио (дипломная работа)
- 1972: Да устыдится плохо о том подумавший / Honni soit qui mal y pense Питера Барнса (фр. Peter Barnes) — Динсдэйл Гарни
- 1973: Лев зимой / Le lion en hiver Джеймса Голдмана — Жоффрей
- 1974: Песни Мальдорора / Les chants de Maldoror Лотреамона — Изидор Дюкасс
- 1975: Британик / Britannicus Расина — Нерон
- 1976: Портрет Дориана Грея / Le portrait de Dorian Gray Оскара Уайльда — Дориан Грей
- 1977: По-над каштанами / Par-delà les marronniers Жана-Мишеля Риба — Жак Ваше
- 1981: Приют на ночь… Кофе на воде… / On loge la nuit… Café à l’eau Жана-Мишеля Риба — Жерар де Нерваль
- 1982: Крик / Un cri (Out cry) Уильяма Теннеси — Феликс
- 1984: Песочные часы / Le sablier Ниной Компанез — Конта
- 1985: Фрагменты / Fragments Мюррея Шигал (Murray Schisgal) — Жакс
- 1989: Ночи — ночь / A la nuit, la nuit Франсуа Бийеду (фр. François Billetdoux) — клиент
- 1991: Амадеус / Amadeus Петера Шеффера — император Иосиф II
- 1992: Клотильда и я / Clothilde et moi по «Жестоким сказкам» Октава Мирбо — Молодой Господин
- 1993: Что бог послал / La fortune du pot Жан-Франсуа Жосслена (Jean-François Josselin) — Виктор Марсьяль

### Режиссёр-постановщик
- 1972: Фантазио / Fantasio Альфреда де Мюссе (дипломная работа)
- 1989: Ночи — ночь / A la nuit, la nuit Франсуа Бийеду (фр. François Billetdoux)
- 1995: Случайный мужчина / L’homme du hasard Ясмины Реза

## Фильмография

### Кино
- 1971: Муж желаний / L’homme de désir
- 1974: Урсула и Грелю / Ursule et Grélu)
- 1975: Свет / Lumière
- 1976 Жилец / Le locataire
- 1977: Портрет Дориана Грея / Le portrait de Dorian Gray
- 1993: Ветер с востока / Vent d’Est
- 1993: Сумасшедшие в бегах / La cavale des fous

### Телевидение
- 1975: Сен-Жюст и сила обстоятельств / Saint-Just et la force des choses
- 1978: Клодина / Claudine à Paris / Claudine en ménage
- 1979: Бернар Кенэ / Bernard Quesnay
- 1979: Водоворот дней / Le tourbillon des jours
- 1979: Дамы побережья / Les dames de la côte
- 1979: Муза и мадонна / La muse et la madone
- 1980: Жизнь других / La vie des autres, телесериал, серия «Скандал» (Le scandale)
- 1981: Возраст любви / L'âge d’aimer
- 1981: Любовь безумных лет / Les amours des années folles, телесериал — серия «Бужуазные феерии» (Les fééries bourgeoises)
- 1982: Бригады Тигра / Les brigades du Tigre, телесериал — серия «Заговор» (Le complot)
- 1983: Красная вдова / La veuve rouge
- 1984: Любовь в 50-е годы / Les amours des années 50, сериал — серия «Невеста слишком красива» (La mariée est trop belle)
- 1986: Катрин / Catherine, телесериал
- 1987: Кречет / Le Gerfaut, телесериал
- 1989: Графиня де Шарни /  La comtesse de Charny , телесериал
- 1989: Революционные ночи / Les nuits révolutionnaires, телесериал
- 1995: То, что знала Мэзи / Ce que savait Maisie
- 1996: Пылинка в глазу принца / La poussière dans l’œil du prince
- 1997: Две комнаты с видом на двор / Deux pièces sur cour
- 1997: Женщина чести /  Une femme d’honneur, сериал — серия «Пещера» (La grotte)